# Isidoro Hornillos
Isidoro Hornillos es un exatleta español olímpico nacido en Castronuño, Valladolid, el 27 de abril de 1957. Practicante de pruebas de velocidad, en especial los 400 metros, distancia en la obtuvo sus mayores éxitos deportivos. Durante el periodo de 1975 a 1986 integró la selección de atletismo de España, cosechando diversos títulos de campeón de España absoluto y en categorías inferiores así como batiendo varios records nacionales absolutos. Fue presidente de la Federación Gallega de Atletismo desde el año 2006hasta el 2022 y de la Unión de Federaciones Deportivas Gallegas (UFEDEGA) desde 2015. hasta el 2019. Profesor de la Facultad de Ciencias del Deporte y la Educación Física desde 1990 de la Universidad de La Coruña. Compagina la docencia y la gestión deportiva con la su faceta de escritor ocasional.

## Trayectoria deportiva

### Nacimiento e infancia
Nace en el pueblo de Castronuño, provincia de Valladolid. Allí reside hasta los 7 años momento en que su familia por motivos laborales se desplaza a vivir al municipio coruñés de Sada. Durante esa etapa no tiene ninguna vinculación con el deporte.

### Los inicios deportivos
Desde los 13 años practica voleibol en el Colegio Liceo "La Paz" de La Coruña y tres años más tarde compagina el balonmano con el atletismo, siendo ya alumno de la Universidad Laboral de La Coruña de Culleredo, centro en el que existía una gran tradición y compromiso con los programas del Deporte Escolar, bajo la dirección e impulso eficaz del profesor de Educación Física Teodosio del Castillo Muñoz y del también docente Julio Sacristán de Diego.

### El deporte escolar
Coincidió en la Universidad Laboral de La Coruña con Saturnino Rodríguez Risco que llegó a proclamarse campeón de España absoluto de salto de longitud en pista cubierta con 7,57 metros. Con ese entorno atlético propicio Isidoro Hornillos disputa su primera competición en el año 1974 en una Fase Local Escolar en las pistas del Colegio Santa María del Mar de La Coruña en la distancia del hectómetro. Allí obtiene la primera posición. Semanas más tarde se proclama campeón de la provincia de La Coruña y meses después campeón de Galicia Escolar de 100, 200 metros y 4 x 100 metros.

### La Residencia Joaquín Blume
Al año siguiente, en 1975, obtiene el título de campeón de España escolar en 100 metros y 4 x 100 metros, así como subcampeón en los 200 metros, evento celebrado en el histórico Estadio de Vallehermoso, en Madrid. Ese mismo año la Real Federación Española de Atletismo a través del prestigioso entrenador Julio Bravo Ducal le ofrece una beca del Consejo Superior de Deportes para proseguir su carrera deportiva y académica en la Residencia Joaquín Blume de Madrid (Centro de Alto Rendimiento Deportivo). Allí desarrolla la parte más importante de su etapa de atleta. Desde 1982 hasta 1986 se integra en el grupo dirigido por el excepcional entrenador Paco López con el que consigue sus mejores marcas en 100 y 200 metros, actuales plusmarcas gallegas absolutas.

### Palmarés deportivo
- Campeón de España Escolar de 100 metros. Madrid, 1975
- Campeón de España Escolar de 4 x 100 metros. Madrid, 1975
- Subcampeón de España Escolar de 200 metros. Madrid, 1975
- Subampeón de España Juvenil de 200 metros. Zaragoza, 1975
- Campeón de España Junior de 400 metros. Madrid, 1976
- Campeón de España Juegos Sindicales de 100 metros. Madrid, 1976
- Campeón de España Juegos Sindicales de 200 metros. Madrid, 1976
- Campeón de España Juegos Sindicales de 4 x 100 metros. Madrid, 1976
- Campeón de España Militar de 4 x 400 metros. Toledo, 1977
- Subcampeón de España Militar de 200 metros. Toledo, 1977
- Subcampeón de España Absoluto de 400 metros. Zaragoza, 1978
- Campeón de España Absoluto de Pista Cubierta de 400 metros.  Oviedo, 1979
- Campeón de España Absoluto de Aire Libre de 400 metros. Barcelona, 1979
- Subcampeón de España Universitario de 200 metros. Madrid, 1979
- Récord de España Absoluto de 400 metros (46"50). México, 1979
- Récord de España Absoluto de 400 metros (46"24). México, 1979
- Récord de España Absoluto de 4 x 400 metros (3'04"22). México, 1979
- Cuarto clasificado en la Universiada de México 79 en el relevo de 4 x 400 metros
- Subcampeón de España Absoluto de 400 metros en Pista Cubierta. Oviedo, 1980
- Subcampeón de España Absoluto de 400 metros. Madrid, 1980
- Subcampeón de España Absoluto de 400 metros. Barcelona, 1981
- Subcampeón de España Absoluto de 200 metros. Barcelona, 1981
- Subcampeón de España Absoluto de 4 x 400 metros (Clubs). Zaragoza, 1981
- Subcampeón de Italia Absoluto de 400 metros en Pista Cubierta. Génova, 1981
- Récord de España Absoluto de 4x200 metros (1'25"3). Madrid, 1981
- Campeón de España Absoluto de 200 metros en Pista Cubierta. Oviedo, 1982
- Récord de España Absoluto de 200 metros (21"6). Oviedo, 1982
- Récord de España Absoluto de 400 metros (21"5). San Sebastián, 1982
- Campeón de España Universitario de 200 metros. Compostela, 1982
- Campeón de España Universitario de 400 metros. Compostela, 1982
- Campeón de España Universitario de 4 x 400 metros. Compostela, 1982
- Bronce Campeonato de España Absoluto de 400 metros. 1982
- Récord de España Absoluto de 300 metros (34"2). La Coruña, 1982
- Medalla de bronce en los Juegos Iberoamericanos en 400 metros. Barcelona, 1982
- Subcampeón de España Absoluto de 200 metros en Pista Cubierta. Zaragoza, 1983
- Subcampeón de España Universitario de 100 metros. Madrid, 1983
- Bronce Campeonato de España Absoluto de 200 metros. San Sebastián, 1983
- Bronce Campeonato de España Universitario de 200 metros. Madrid, 1983
- Medallas de bronce en los Juegos del Mediterráneo en 4 x 400 metros. Casablanca, 1983
- Campeón de España Universitario de 100 metros. Salamanca, 1986
- Subcampeón de España Universitario de 200 metros. Salamanca, 1986
- Récord de España Absoluto de 4x200 metros (1'23"69). Madrid, 1986[10]

### Su vinculación al Real Club Deportivo de La Coruña
Durante toda su vida deportiva, tras sus dos primeros años en el equipo de la Universidad Laboral de Culleredo, estuvo fichado en el Real Club Deportivo de La Coruña, desde 1975 hasta el año 1988, hasta que Augusto César Lendoiro accede a la presidencia del club y su Junta Directiva deciden aliminar la sección de atletismo. En esta entidad coincidió con los también atletas olímpicos José Casabona y con el leonés Colomán Trabado. Con este club se proclamó 22 veces campeón de Galicia absoluto en pruebas de velocidad entre 1979 y 1988. En enero de 2015 sigue siendo plusmarquista de Galicia absoluto de 100 metros (10"55); 200 metros (21"12) y 400 metros (46"24) de Aire Lire y de 200 metros (21"76)  y 300 metros (34"2) de Pita Cubierta

## Trayectoria académica y profesional
Isidoro Hornillos ha mantenido su vinculación al deporte y en especial al atletismo tras concluir su etapa competitiva.

### Formación
- Licenciado en Educación Física. Universidad Politécnica de Madrid, 1986.
- Doctorado en Educación Física. Universidad de La Coruña, 2000.
- Máster en Alto Rendimiento Deportivo. Universidad Complutense y Comité Olímpico Español, 1991-1992.
- Postgrado en Fisiología del Esfuerzo. Universidad de Santiago de Compostela, 1988.
- Entrenador Nacional de Atletismo. Escuela Nacional de Entrenadores de la Real Federación Española de Atletismo, 1987.
- Oficialía Industrial en la rama de Electrónica, 1973_1975. Universidad Laboral de Culleredo.
- Maestría Industrial en la rama de Electrónica, 1976-1977. Instituto Técnico de Estudios Profesionales de Madrid (Embajadores)

### Puestos desempeñados
- Director del Servicio Municipal de Deportes de Culleredo (1987)
- Profesor de Educación Física en el Instituto de Cee (1988); Universidad Laboral de Culleredo (1989) e Instituto de Monte Alto (1990)
- Profesor del INEF de Galicia desde 1990, convertido en Facultad de Ciencias del Deporte desde 1994 (Universidad de La Coruña)
- Subdirector Académico del INEF Galicia (1990-1992)
- Preparador físico del Club Liceo Hockey de Patines Club.[14]

### Asignaturas impartidas
- Habilidades Atléticas y su Didáctica. Facultad de Ciencias del Deporte y la Educación Física. Universidad de La Coruña.[15]
- Avances en entrenamiento de fuerza y resistencia. Materia optativa. Facultad de Ciencias del Deporte y la Educación Física. Universidad de La Coruña.[15]
- Prácticum. Facultad de Ciencias del Deporte y la Educación Física. Universidad de La Coruña.[15]
- Trabajo de Fin de Grado (TFG). Facultad de Ciencias del Deporte y la E. Física. Universidad de La Coruña.[15]
- Cursos de Doctorado. Facultad de Ciencias del Deporte y la Educación Física. Universidad de La Coruña.[15]
- Curso de Dirección, Planificación y Programación de la Preparación Física en Niños y Jóvenes. Sportis Formación Deportiva[16]
- Ejercicio físico y salud. Universidad Senior. Universidad de La Coruña.

## Trayectoria como dirigente deportivo
En 1988, al retirarse definitivamente de la práctica atlética competitiva Hornillos es nombrado Director Técnico de la Federación Coruñesa de Atletismo por el presidente provincial, el coruñés Jorge Doncel Queijeiro. Al año siguiente Sergio Vázquez Gómez le ofrece el cargo de Director Técnico de la Federación Gallega de Atletismo, responsabilidad que desempeña hasta que en el año 2006 accede a la presidencia del ente autonómico. Posteriormente en el año 2007, es uno de los impulsores de la Unión de Federaciones Deportivas Galegas (UFEDEGA), asumiendo en sus inicios el cargo de secretario y en la actualidad de presidente

### Responsabilidades desempeñadas
- Director Técnico de la Federación Provincial de Atletismo de La Coruña (1987-1988)
- Director Técnico de la Federación Gallega de Atletismo (1988-2006)
- Fundador y primer presidente del CAS (Club Atletismo Sada)1994.
- Miembro de la Junta de Gobierno de la Real Federación Española de Atletismo desde 2006 hasta el 2014.
- Miembro de la Comisión Delegada de la Real Federación Española de Atletismo, en calidad de representante de federaciones autonómicas, desde el 2006 hasta el 2014.[17]
- Miembro de la Comisión de Evaluación de los Deportistas Gallegos de Alto Nivel (Junta de Galicia) desde el 2006 hasta el 2014
- Miembro de la Comisión de Evaluación de Becas a Deportistas de la Diputación Provincial de La Coruña, desde 2009 hasta 2014.
- Presidente de la Federación Gallega de Atletismo (2006-2010)[18]
- Presidente de la Federación Gallega de Atletismo (2010-2014)[19]
- Presidente de la Federación Gallega de Atletismo. Reelegido en el  2014[20]

También formó parte en calidad de portavoz de la Comisión de Federaciones Deportivas Autonómicas (COFEDEA), que representa a unos 2.300.000 deportistas y 434 federaciones autonómicas creada a raíz de la implantación del Gobierno de España de la denominada Licencia Deportiva Única.

### Otras actividades
Colaborador del diario La Voz de Galicia. Asimismo ha sido el fundador y director del programa de Televisión de Galicia (TVG2) Citius, Altius, Fortius, producido íntegramente por la Federación Gallega de Atletismo.

## Su faceta de entrenador
Durante la etapa de 1989-1994 ejerció tareas de entrenador de atletas como Roberto Faya, Cristina Veiga, Julio Fernández, Pablo Pérez, Suso Platas, Ángel Fidalgo, Jesús Díaz o Rubén Piñeiro. Fue preparador físico del Hockey Club Liceo (1991-1993)con Andrés Caramés de entrenador. En ese período se consiguieron los títulos de campeón de la Liga Española (OK Liga); Copa Continental de Hockey sobre patines, y Copa Intercontinental. También ejerció de preparador físico de la Selección Española de Hockey en 1993.

## Reconocimientos
En el año 1980 el Consejo Superior de Deportes le elige mejor deportista absoluto de la provincia de La Coruña. Esa misma temporada el Real Club Deportivo de La Coruña le impone la insignia de oro de la entidad. En el año 2000 recibe la distinción académica de la Universidad de La Coruña denominada Premio Extraordinario por la Tesis Doctoral (Sobresaliente cum laude) "Fuerza máxima y explosiva en la carrera rápida". Cinco años más tarde, siendo Director Técnico de la FGA, el Club de Atletismo Lucus de Lugo (2005) le concede su máxima distinción, la medalla de oro. En el año 2012 recibe la Medalla al Mérito Deportivo de la Junta de Galicia. También en el 2012 la la Asociación Galega de Xestores Deportivos (AGAXEDE) le distinguió como mejor gestor deportivo de Galicia.

### Publicaciones
- HORNILLOS, Isidoro. El entorno del entrenamiento y la planificación a largo plazo de la población atlética gallega. Centro Olímpico de Estudios Superiores. Madrid. ISBN 854-87094-30-9
- HORNILLOS, Isidoro; TUIMIL, J.L. Habilidades atléticas. Estudio. Santiago de Compostela. Edicións Lea, 1995. 96 p. ISBN 84-88553-96-X
- HORNILLOS, Isidoro. Actividades dirigidas a la tercera edad. En Tratado de actividad física y ocio, Mayán, JM y Millán, J.C.. Instituto Gerontológico Gallego. Universidad de Santiago Compostela, 1996. p. 115-127. ISBN 84-606-2735-7
- HORNILLOS, Isidoro. Entrenamiento y competición. Riesgo de Salud. En Tratado de actividad física y ocio, Mayán, JM y Millán, J.C.. Instituto Gerontológico Gallego. Universidad de Santiago Compostela, 1996. p. 71-82. ISBN 84-606-2735-7
- CAMIÑA; Francisco.; HORNILLOS, Isidoro. Adestramento en seco dos nadadores de competición. Santiago de Compostela. Edicións Lea, 1997. 112 p. ISBN 84-88553-28-5
- HORNILLOS, Isidoro. Introducción al estudio de las habilidades atléticas básicas. Cuadernos Técnico Pedagóxicos do INEF Galica. Oleiros, La Coruña, 1998. ISBN 8497-412-X
- HORNILLOS, Isidoro. Atletismo. Barcelona. Editorial Inde. Barcelona, 2000. 106 p. ISBN 84-95114-21-6
- HORNILLOS, Isidoro. Andar y correr. Barcelona. Editorial Inde. Barcelona, 2000. 102 p. ISBN 84-95114-10-0
- HORNILLOS, Isidoro. Caminante, se hace camino al andar. Revista El Boticario del siglo XXI. Colegio Oficial de Farmacéuticos de La Coruña, 2001. Volumen X. p. 1-14.
- FRAGUELA; R.; HORNILLOS, I.; LERA, A.; VARELA, L. La actividad física en la tercera edad. Centro de Documentación. Cuadernos Técnicos Pedagóxicos. INEF Galicia. Oleiros, 2002. 128 p. ISBN 84-688-0490-8
- HORNILLOS, Isidoro. El entrenamiento de la velocidad en las categorías inferiores. En Arufe, V. Nutrición, medicina y rendimiento en el joven deportista. Asoc Cultural Atlét. Gallega. Santiago de Compostela, 2005. p. 213-255. ISBN 84-609-5537-0
- HORNILLOS, Isidoro; LERA, Ángela. Fundamentos del entrenamiento de las capacidades físicas. En Tratado de atletismo en el siglo XXI. De Arufe; V; Patiño, M.J. Asoc. Cultural Atlética Gallega. Santiago Compostela, 2005 p. 125-242. ISBN 84-609-8921-6
- LERA, A., HORNILLOS, I. Bases teóricas de la iniciación deportiva: concepto, objetivos, edad de inicio y finalización; fases sensibls y programación. En Tratado de atletismo en el siglo XXI. De Arufe; V; Patiño, M.J. Asoc. Cultural Atlética Gallega. Santiago Compostela, 2005 p. 125-242. ISBN 84-609-8921-6
- ARUFE, V.; LERA, A.; HORNILLOS, I. Fases del ciclo vital del deportista. En Arufe, V., La iniciación deportiva. Un enfoque multidisciplinar. Asociación Cultural Atlética Gallega. Santiago de Compostela, 2006. p. 55-71. ISBN 84-611-0550-8.
- HORNILLOS, Isidoro; LERA, A.; ARUFE, V. Bases del entrenamiento de la velocidad en las categorías inferiores. En Arufe, V., La iniciación deportiva. Un enfoque multidisciplinar. Asociación Cultural Atlética Gallega. Santiago de Compostela, 2006. p. 111-152. ISBN 84-611-0550-8
- HORNILLOS, Isidoro; LERA, A.; ARUFE, V. Bases del entrenamiento de la flexibilidad en la iniciación deportiva. En Arufe, V., La iniciación deportiva. Un enfoque multidisciplinar. Asociación Cultural Atlética Gallega. Santiago de Compostela, 2006. p. 153-173. ISBN 84-611-0550-8
- HORNILLOS, Isidoro; LERA, A.; ARUFE, V. La iniciación deportiva. Un enfoque multidisciplinar. En Arufe, V., La iniciación deportiva. Un enfoque multidisciplinar. Asociación Cultural Atlética Gallega. Santiago de Compostela, 2006. p. 153-173. ISBN 84-611-0550-8
- HORNILLOS, Isidoro; LERA, A.; ARUFE, V. Bases del entrenamiento de la flexibilidad en la iniciación deportiva. En Arufe, V., La iniciación deportiva. Un enfoque multidisciplinar. Asociación Cultural Atlética Gallega. Santiago de Compostela, 2006. p. 153-173. ISBN 84-611-0550-8
- HORNILLOS, Isidoro; LERA, A.; ARUFE, V. Modelos de planificación deportiva en jóvenes. En Arufe, V., Entrenamiento en niños y jóvenes deportistas. Asociación Cultural Atlética Gallega. Santiago de Compostela, 2007. p. 51-82. ISBN 978-84-611-6030-3
- LERA, A; HORNILLOS, I. ARUFE, V. El deporte en las Comunidades Autónomas. En Arufe, V., Entrenamiento en niños y jóvenes deportistas. Asociación Cultural Atlética Gallega. Santiago de Compostela, 2007. p. 315-330. ISBN 978-84-611-6030-3
- HORNILLOS, Isidoro. Deporte, mujer y rendimiento deportivo. En I Xornadas Muller e Deporte. Libro de actas. De Pazos, J.M. Universidad de Vigo, 2007. p. 24-36. ISBN 978-84-89444-95-9
- HORNILLOS, Isidoro. La capacidad acelerativa en el deporte. En I Congreso Internacional de Atletismo de la UCAM. Revista de Ciencias de la AF y el Deporte. Universidad Católica de Murcia, 2010. p. 12-14. ISBN 84-606-2735-7
- HORNILLOS, Isidoro. Hacia una Ley de Protección del Deporte Escolar. En Educ Física y Deporte, promotores de una vida saludable, Ruíz, F. y cols. FEAFED, 2013, p.149-156. ISBN 978-84-939424-5-8